# 필리프 베르크뤼스
필리프 베르크뤼스(프랑스어: Philippe Vercruysse, 1962년 1월 28일, 페이 드 라 루아르 지방 메-네-루아르 주 소뮈르 ~)는 프랑스의 전 축구 선수로, 현역 시절 미드필더로 활약했다.

## 국가대표팀 경력
베르크뤼스는 1980년대에 프랑스 국가대표팀 경기에 12번 출전(1골 득점)했고, 1986년 월드컵에 참가했다.

## 수상
마르세유
- 디비시옹 1: 1988–89, 1989–90, 1990–91
- 유러피언컵 준우승: 1990–91
- 쿠프 드 프랑스 준우승: 1990–91